# Ваинуи, Шон
Шон Ваинуи (англ. Sean Wainui; 23 октября 1995 — 18 октября 2021) — новозеландский регбист, выступавший на позиции центра (реже винга) за команду «Бей-оф-Пленти» в Национальном чемпионате провинций, клуб «Чифс» в Супер Регби и сборную новозеландских маори («Маори Олл Блэкс»).

## Ранние годы
Учился в гимназиях Маунт-Альберт и Такапуна, в последней стал играть в регби (выступал за школьную команду в 2011, 2012 и 2013 годах). В 2013 году, будучи ещё учащимся школы, он был признан лучшим маорийским регбистом Норт-Харбора. В 2015 году Ваинуи выступал за сборную U-20 на чемпионате мира в Италии, выиграв титул чемпиона мира и победив в финале англичан 21:16.

## Клубная карьера

### Таранаки
По окончании школы Ваинуи заключил контракт с регбийным союзом Таранаки. В 2014 году он выступал в чемпионате провинций Новой Зеландии: тренер команды «Таранаки» Колин Купер обратил внимание на юного игрока, и вскоре Шон заключил полноценный контракт о выступлении не только за клуб «Нью-Плимут Олд Бойз», но и за молодёжную команду «Чифс». Дебют Ваинуи состоялся на кубке ITM 2014, когда он вышел на замену против «Уаикато». В 2015 году он сыграл за команду 9 матчей (5 в стартовом составе) и занёс 3 попытки. Всего в 2014—2020 годах он провёл 49 игр за «Таранаки» и занёс 15 попыток.

### Крусейдерс
В 2015 году клуб «Крусейдерс» из Супер Регби подписал игрока, обратив внимание на его игру на позициях центра и винга. Ваинуи дебютировал в первом туре Супер Регби 2016, сыграв на позиции внешнего центрового против «Чифс».

### Чифс
В канун начала сезона Супер Регби 2018 Ваинуи стал игроком клуба «Чифс». До сезона Супер Регби 2021 он сыграл 44 матча, занеся 18 попыток. 12 июня 2021 года в игре против клуба «Уаратаз», проходившей в рамках турнира Транстасманское Супер Регби и завершившейся победой со счётом 40:7, он стал первым в истории Супер Регби игроком, занёсшим пять попыток за матч.

### Бей-оф-Пленти
27 мая 2021 года Ваинуи объявил в своём аккаунте Instagram о переходе в клуб «Бей оф Пленти», за который он намеревался выступать в новом сезоне. Он успел сыграть 4 матча и набрать 15 очков при трёх попытках.

## Карьера в сборных
В возрасте 19 лет в 2015 году Ваинуи был вызван в сборную Новой Зеландии U-20 для выступления на чемпионате мира в Италии, где завоевал с командой чемпионский титул. В том же году тренер «Маори Олл Блэкс» Колин Купер вызвал юного Ваинуи в сборную для турне по Фиджи: команда сыграла как с фиджийцами, так и с клубом «Нью-Зиленд Барбарианс» Overall he was capped 10 times..

## Смерть и память
В 7:50 утра 18 октября 2021 года, за пять дней до своего 26-летия, Шон Ваинуи, находившийся за рулём автомобиля, врезался в дерево у Макларен-Фоллс-Парк недалеко от Тауранги и погиб на месте. По факту гибели полиция начала расследование, предполагая, что это была попытка самоубийства. Похороны прошли по маорийскому обряду тангиханга в Вататуту. У Шона остались жена Пейдж и двое детей.
24 октября 2021 года перед игрой Новой Зеландии и США, прошедшей на стадионе Федэкс-филд под Вашингтоном, память игрока почтили минутой молчания, а капитан американской сборной Брайс Кэмпбелл передал «Олл Блэкс» белую майку с номером 11 и фамилией Ваинуи. 14 ноября 2021 года после победы Ирландии над Новой Зеландией со счётом 29:20 делегация ирландской сборной во главе с капитаном Джонни Секстоном передала новозеландцам и капитану Сэму Уайтлоку футболку ирландской сборной номер 11 с автографами, попросив затем передать её семье погибшего Шона Ваинуи.